# Guam en los Juegos Olímpicos de Barcelona 1992
Guam estuvo representado en los Juegos Olímpicos de Barcelona 1992 por un total de 22 deportistas, 16 hombres y 6 mujeres, que compitieron en 8 deportes.
El portador de la bandera en la ceremonia de apertura fue el nadador Frank Flores. El equipo olímpico guameño no obtuvo ninguna medalla en estos Juegos.